# Asesinato de Reet Jurvetson
Reet Silvia Jürvetson (Suecia, 23 de septiembre de 1950-Los Ángeles, c. 14 de noviembre de 1969) fue una mujer estonia-canadiense que fue asesinada en California en 1969. Su cuerpo permaneció sin identificar durante cuarenta y seis años, hasta que una fotografía mortuoria fue reconocida por amigos de su familia. Antes de su identificación, el cuerpo de Jurvetson se conocía informalmente como «Sherry Doe» y oficialmente como «Jane Doe 59».
Inicialmente, se sospechaba que los miembros de la Familia Manson estaban involucrados en el asesinato de Jurvetson, aunque el Departamento de Policía de Los Ángeles ha descartado esta posibilidad, afirmando que el sospechoso más probable es un hombre no identificado llamado «John» o «Jean», por quien ella había viajado desde Canadá específicamente para reunirse con él solo unas semanas antes de su asesinato.

## Descubrimiento

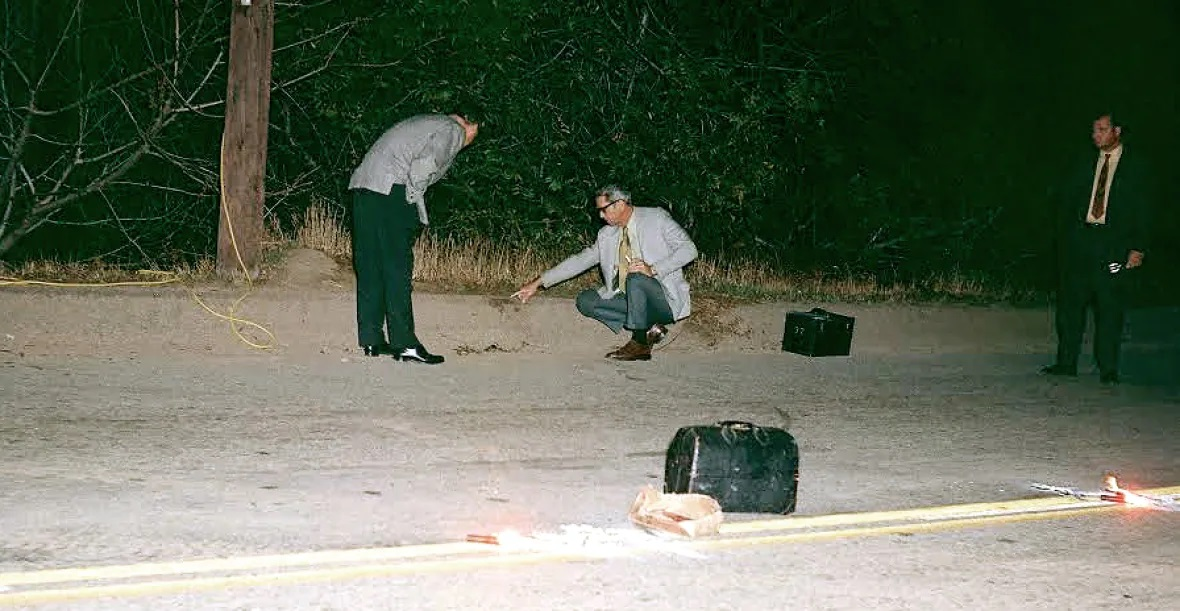
Policías de Los Ángeles en la escena del crimen.

El 16 de noviembre de 1969, un joven de 15 años que andaba observando aves divisó el cuerpo completamente vestido de una mujer de raza blanca en las afueras de Los Ángeles, California. Aproximadamente dos días antes, había sido repetidamente apuñalada, causándole la muerte y su cuerpo fue arrojado por un barranco en el borde de la carretera. Una rama había impedido que llegara al fondo, quedando enganchado en ella a solo cinco m del borde. La mujer tenía los ojos verdes, cabello castaño, con cicatrices de vacunación en el brazo izquierdo y el muslo izquierdo. Una cicatriz también fue encontrada debajo de su pecho izquierdo, y una marca de nacimiento en su nalga derecha. Además de estos rasgos, la víctima no tenía otras características distintivas.
Jurvetson había sido apuñalada más de 150 veces en el cuello y el pecho con una navaja común y tenía heridas defensivas en las manos. No tenía signos de haber sido abusada sexualmente y tampoco había droga ni alcohol en su organismo cuando murió.

## Investigación

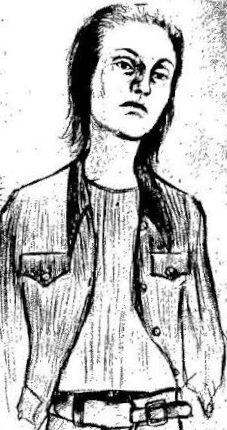
Boceto original publicado por la policía.

Una persona afirmó a la policía local que la joven asesinada se parecía a una hippie llamada «Sherry» y narró que pasó un tiempo en el Rancho Spahn de la Familia Manson de Charles Manson.
Debido a que la ropa que llevaba al momento en que su cuerpo fue hallado estaba fabricada fuera de Estados Unidos, se creía que la mujer podría ser originaria de países como España y Canadá. La hebilla del cinturón estaba hecha de bronce y la víctima llevaba dos anillos, uno amarillo y el otro blanco, ambos hechos de metal. El anillo amarillo contenía una piedra roja y el blanco elaborado en México, tenía diseños de nativos americanos.

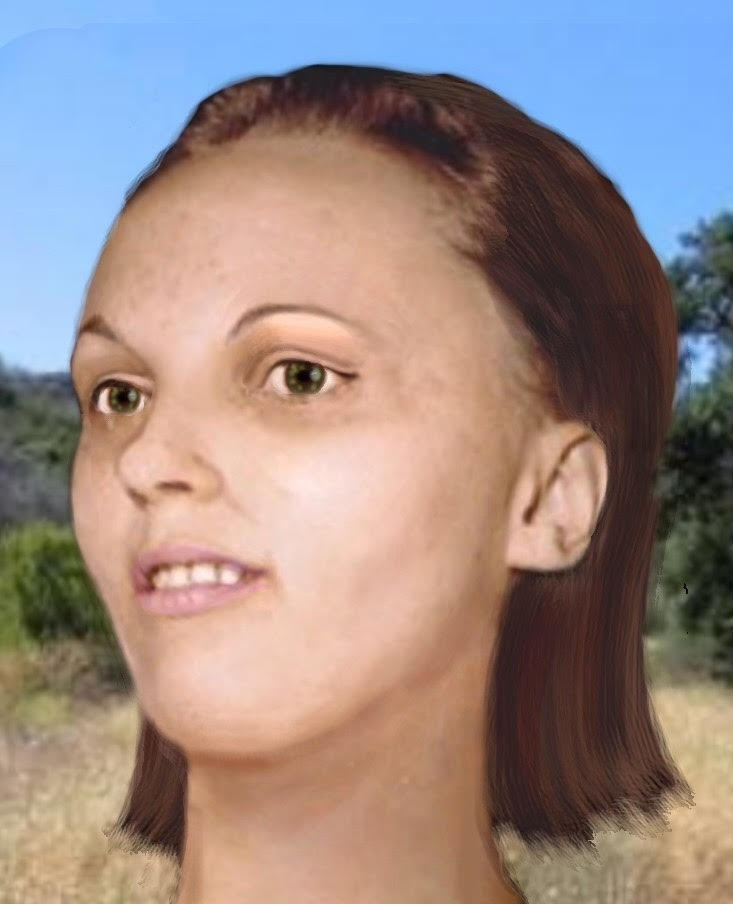
Una representación artística de la víctima en 2012 por Carl Koppelman, basada en una fotografía mortuoria.

La cara de la víctima fue reconstruida por los forenses para proporcionar una estimación de su apariencia en vida. Uno de los dibujos fue creado poco después de que se encontró su cuerpo y la siguiente serie de dibujos fueron creados por Barbara Martin-Bailey, miembro de Project EDAN. La hermana de la víctima, criticó estos dibujos, catalogándolos de «inexactos».
La ubicación de su cuerpo, además de la probabilidad de haber sido vista con vida en compañía de «La Familia Manson», llevó a la policía a sospechar de la participación de Charles Manson en su asesinato. Manson fue entrevistado después de la identificación de Jurvetson, negando su participación en el asesinato.

## Identificación
En junio de 2015, la hermana mayor de Jurvetson, Anne, fue contactada por unos amigos que estaban buscando a través del Sistema Nacional de Personas Desaparecidas y No Identificadas, y se dieron cuenta de la similitud entre una fotografía de un cadáver catalogado como no identificado y la hermana desaparecida de Anne Jurvetson. Anne presentó una muestra de ADN para hacer comparaciones con el cuerpo no identificado.
En abril de 2016, se anunció que el cuerpo había sido identificado de manera concluyente como perteneciente a Reet Jurvetson, una joven de origen estonio nacida en Montreal, Canadá. Reet había partido de su país de origen para visitar en California a un hombre llamado «John» o «Jean». Después de su llegada y tan solo dos semanas antes de su asesinato, escribió una postal a su familia, afirmando su satisfacción por vivir en Los Ángeles y alentando a que se mantuvieran en contacto por correspondencia, siendo sin embargo el último contacto que tuvieron con ella. Aunque intentaron saber de ella sin éxito, su familia no reportó su desaparición, debido al hecho de que suponían que estaba «viviendo su vida» y que ella era un «espíritu libre».
Tras la identificación, la detective Verónica Conrado y el detective Luis Rivera empezaron a buscar a ese hombre llamado «John» o «Jean». Había conocido a Reet en Montreal antes de que él se mudara a Los Ángeles.
«No sabemos quién es. Todavía estamos buscando a cualquiera que pudo haber conocido a un amigo, que haya sido amigo de uno o de ambos, que supiera la razón por la que ella vino a Estados Unidos a visitarlo», dijo Conrado.